# Coupe de la confédération 2019-2020
Navigation
Édition précédente Édition suivante
La Coupe de la confédération Total 2019-2020 est la 17e édition de la Coupe de la confédération, seconde compétition de football africaine de clubs, mettant aux prises les meilleures formations non qualifiées pour la Ligue des champions de la CAF.
Le principal changement dans la compétition, comme pour la Ligue des champions, est que la compétition se déroulera à cheval sur deux années, de août 2019 à juin 2020.
Elle est également marquée par la pandémie de Covid-19, qui amène une partie des rencontres à être disputée à huis clos.
Le vainqueur est le club marocain du RS Berkane, qui a battu le Pyramids FC 1-0 en finale. Il se qualifie pour la Supercoupe de la CAF face au vainqueur de la Ligue des champions de la CAF 2019-2020.

## Sponsoring
En juillet 2016, Total a annoncé avoir passé un accord de sponsoring avec la Confédération africaine de football (CAF). L’accord vaut pour les huit prochaines années et concernera les dix principales compétitions organisées par la CAF, dont la Coupe de la Confédération de la CAF, qui est désormais baptisée "Coupe de la Confédération de la CAF Total" ou "Coupe de la Confédération Total".

## Participants
- Théoriquement, jusqu'à 56 fédérations membres de la CAF peuvent inscrire une formation en Coupe de la confédération 2019-2020.
- Les 12 pays les mieux classés en fonction du Classement 5-Year de la CAF peuvent inscrire 2 équipes par compétition. Pour la compétition de cette année, la Confédération africaine de football va utiliser Classement 5-Year de la CAF d'entre 2012 et 2017. En conséquence, 56 clubs ont pu entrer dans le tournoi.
- Le vainqueur de l'édition précédente de la Coupe de la Confédération, soit le Zamalek Sporting Club, est remplacé par RS Berkane, car étant déjà qualifié pour la Ligue des champions de la CAF 2019-2020.

## Calendrier
Voici le calendrier officiel publié sur le site Internet de la CAF.
| Nom                                             | Tirage au sort | Match aller                                        | Match retour                                   | Nombre de participants |
| ----------------------------------------------- | -------------- | -------------------------------------------------- | ---------------------------------------------- | ---------------------- |
| Tours de qualification (2019)                   |                |                                                    |                                                |                        |
| Tour préliminaire                               | 21 juillet     | 9-11 août                                          | 23-25 août                                     | 58                     |
| Premier tour                                    | 21 juillet     | 13-15 septembre                                    | 27-29 septembre                                | 32 (29+3)              |
| Deuxième tour                                   | 9 octobre      | 25-27 octobre 2019                                 | 1-3 novembre 2019                              | 32                     |
| Phase de groupes (2020)                         |                |                                                    |                                                |                        |
| Journées 1 et 4 Journées 2 et 5 Journées 3 et 6 | 12 novembre    | 1er décembre 2019 8 décembre 2019 29 décembre 2019 | 12 janvier 2020 26 janvier 2020 2 février 2020 | 16                     |
| Phase finale (2020)                             |                |                                                    |                                                |                        |
| Quarts de finale                                | 5 février      | 1er mars                                           | 8 mars                                         | 8                      |
| Demi-finales                                    | 5 février      | 19-20 octobre                                      | 19-20 octobre                                  | 4                      |
| Finale                                          | 5 février      | 25 octobre                                         | 25 octobre                                     | 2                      |

## Qualifications

### Tour préliminaire
Les matchs aller se jouent du 9 au 11 août 2019 alors que les matchs retour se jouent du 23 au 25 août 2019.
| Équipe                  | Aller | Total           | Retour | Équipe                      |
| ----------------------- | ----- | --------------- | ------ | --------------------------- |
| ASC SNIM                | 0 - 5 | 0 - 7           | 0 - 2  | ESAE FC                     |
| USGN                    | 1 - 1 | 1 - 3           | 0 - 2  | Al-Ittihad Tripoli          |
| Maranatha FC            | 3 - 0 | 3 - 0           | 0 - 0  | LISCR FC                    |
| AS Pélican              | 1 - 1 | 2 - 2 tab (5-3) | 1 - 1  | Maniema Union               |
| Paradou AC              | 3 - 0 | 3 - 1           | 0 - 1  | CI Kamsar                   |
| Roche-Bois Bolton City  | 3 - 1 | 3 - 2           | 0 - 1  | Jwaneng Galaxy FC           |
| Mogadishu City Club     | 0 - 0 | 0 - 1           | 0 - 1  | Malindi SC                  |
| Akonangui Football Club | 1 - 1 | 1 - 4           | 0 - 3  | Ashanti Gold SC             |
| Niger Tornadoes FC      | 1 - 2 | 4 - 5           | 3 - 3  | Santoba FC                  |
| TS Galaxy               | 1 - 0 | 2 - 0           | 1 - 0  | Saint-Louis Suns FC         |
| Buildcon Ndola          | 0 - 1 | 1 - 2           | 1 - 1  | Young Buffaloes             |
| AS Arta/Solar7          | 1-1   | 1 - 4           | 0-3    | Al Khartoum SC              |
| DC Motema Pembe         | 2-0   | 4 - 0           | 2-0    | Stade Renard de Melong      |
| AS Kigali               | 0-0   | 2 - 1           | 2-1    | Kinondoni Municipal Council |
| Proline FC              | 3-0   | 3 - 0           | 0-0    | Civil Service United        |
| Bandari FC              | 0-0   | 1 - 1           | 1-1    | Al Ahly Shendi              |
| US Ben Guerdane         | 5-1   | 5-1             | 0-0    | Amarat United FC            |
| Fasil City FC           | 1-0   | 2 - 3           | 1-3    | Azam FC                     |
| Triangle FC             | 5-0   | 5 - 0           | 0-0    | Rukinzo FC                  |
| Pyramids FC             | 4-1   | 5 - 1           | 1-0    | Étoile du Congo             |
| CR Belouizdad           | 2-0   | 4 - 0           | 2-0    | AS CotonTchad               |

### Premier tour
Les matchs aller se jouent du 13 au 15 septembre 2019 alors que les matchs retour se jouent du 27 au 29 septembre 2019.
| Équipe                 | Aller | Total             | Retour | Équipe               |
| ---------------------- | ----- | ----------------- | ------ | -------------------- |
| ESAE FC                | 0 - 0 | 0 - 0 (tab)       | 0 - 0  | Salitas FC           |
| Al-Ittihad Tripoli     | 1 - 1 | 1 - 1             | 0 -0   | HUS Agadir           |
| Maranatha FC           | 1 - 2 | 2 - 3             | 1 - 1  | Djoliba AC           |
| AS Pélican             | 2 - 1 | 3 - 4             | 1 - 3  | Enugu Rangers        |
| Paradou AC             | 3 - 1 | 3 - 1             | 0 - 0  | Club sportif sfaxien |
| Roche-Bois Bolton City | 1 - 2 | 1 - 5             | 0 - 3  | Zanaco FC            |
| Malindi SC             | 1 - 4 | 2 - 7             | 1 - 3  | Al-Masry Club        |
| Ashanti Gold SC        | 3 - 2 | 3 - 4             | 0 - 2  | RS Berkane           |
| Santoba FC             | 0 - 0 | 0 - 3             | 0 - 3  | FC San-Pédro         |
| TS Galaxy              | 1 - 0 | 4 - 1             | 3 - 1  | CNAPS Sport          |
| Young Buffaloes        | 1 - 0 | 1 - 3             | 0 - 3  | Bidvest Wits         |
| Al Khartoum SC         | 1 - 2 | 3 - 3 (tab 1 - 3) | 2 - 1  | DC Motema Pembe      |
| AS Kigali              | 1 - 1 | 2 - 3             | 1 - 2  | Proline FC           |
| Bandari FC             | 2 - 0 | 3 - 2             | 1 - 2  | US Ben Guerdane      |
| Azam FC                | 0 - 1 | 0 - 2             | 0 - 1  | Triangle FC          |
| Pyramids FC            | 1 - 1 | 2 - 1             | 1 - 0  | CR Belouizdad        |

### Deuxième tour
Les 16 perdants au premier tour de la Ligue des champions sont repêchés et affronteront 16 vainqueurs du premier tour de la Coupe de la confédération. Les matchs aller ont été joués du 25 au 27 octobre 2019 alors que les matchs retour se sont joués du 1 au 3 novembre 2019.
| Match | Équipe 1        | Résultat | Équipe 2               | Aller | Retour | Tab   |
| ----- | --------------- | -------- | ---------------------- | ----- | ------ | ----- |
| 1     | Fosa Juniors FC | 2 - 5    | Renaissance de Berkane | 2 - 0 | 0 - 5  | -     |
| 2     | Côte d'Or       | 0 - 6    | Al-Masry Club          | 0 - 4 | 0 - 2  | -     |
| 3     | Gor Mahia FC    | 2 - 3    | DC Motema Pembe        | 1 - 1 | 1 - 2  | -     |
| 4     | Green Eagles    | 2 - 3    | Hassania Agadir        | 1 - 1 | 1 - 2  | -     |
| 5     | KCCA            | 1 - 4    | Paradou AC             | 0 - 0 | 1 - 4  | -     |
| 6     | UD Songo        | 1 - 8    | Bidvest Wits           | 1 - 2 | 0 - 6  | -     |
| 7     | Young Africans  | 1 - 5    | Pyramids FC            | 1 - 2 | 0 - 3  | -     |
| 8     | Elect-Sport FC  | 0 - 5    | Djoliba AC             | 0 - 1 | 0 - 4  | -     |
| 9     | Asante Kotoko   | 1 - 2    | FC San-Pédro           | 1 - 0 | 0 - 2  | -     |
| 10    | Enyimba         | 4 - 1    | TS Galaxy              | 2 - 0 | 2 - 1  | -     |
| 11    | ASC Kara        | 2 - 2    | Enugu Rangers          | 2 - 1 | 0 - 1  | -     |
| 12    | Cano Sport      | 2 - 8    | Zanaco FC              | 1 - 3 | 1 - 5  | -     |
| 13    | Génération Foot | 1 - 1    | ESAE FC                | 0 - 1 | 1 - 0  | 3 - 4 |
| 14    | Horoya AC       | 5 - 2    | Bandari FC             | 4 - 2 | 1 - 0  | -     |
| 15    | Al Nasr         | 4 - 2    | Proline                | 2 - 2 | 2 - 0  | -     |
| 16    | Nouadhibou      | 4 - 3    | Triangle               | 2 - 0 | 2 - 3  | -     |

## Phase de poules
Le tirage au sort se déroule au Caire le 12 novembre 2019 à 10:00 GMT.
Légende des classements
- Qualifié pour les quarts de finale

Légende des résultats
- Victoire à domicile
- Match nul
- Victoire à l'extérieur

| Chapeau 1  | Chapeau 1 | Chapeau 2       | Chapeau 2 | Chapeau 3        | Chapeau 3 | Chapeau 4     | Chapeau 4 |
| ---------- | --------- | --------------- | --------- | ---------------- | --------- | ------------- | --------- |
| Horoya AC  | 30 pts    | Hassania Agadir | 10 pts    | Pyramids FC      | 0 pts     | Paradou AC    | 0 pts     |
| RS Berkane | 28 pts    | Zanaco FC       | 6 pts     | Al Nasr Benghazi | 0 pts     | ESAE FC       | 0 pts     |
| Enyimba    | 18 pts    | Enugu Rangers   | 5 pts     | Motema Pembe     | 0 pts     | Bidvest Wits  | 0 pts     |
| Al-Masry   | 12 pts    | Djoliba AC      | 2 pts     | FC San-Pédro     | 0 pts     | FC Nouadhibou | 0 pts     |

Notes
T : Tenant du titre

### Groupe A
| Rang | Équipe        | Pts | J | G | N | P | Bp | Bc | Diff |  | Résultats (▼ dom., ► ext.) |     |     |     |     |
| ---- | ------------- | --- | - | - | - | - | -- | -- | ---- |  | -------------------------- | --- | --- | --- | --- |
| 1    | Pyramids FC   | 15  | 6 | 5 | 0 | 1 | 14 | 3  | +11  |  | Pyramids FC                |     | 2-0 | 0-1 | 6-0 |
| 2    | Al-Masry      | 10  | 6 | 3 | 1 | 2 | 10 | 9  | +1   |  | Al-Masry                   | 1-2 |     | 4-2 | 1-0 |
| 3    | Enugu Rangers | 6   | 6 | 1 | 3 | 2 | 6  | 9  | -3   |  | Enugu Rangers              | 1-3 | 1-1 |     | 1-1 |
| 4    | FC Nouadhibou | 2   | 6 | 0 | 2 | 4 | 3  | 12 | -9   |  | FC Nouadhibou              | 0-1 | 2-3 | 0-0 |     |

### Groupe B
| Rang | Équipe       | Pts | J | G | N | P | Bp | Bc | Diff |  | Résultats (▼ dom., ► ext.) |     |     |     |     |
| ---- | ------------ | --- | - | - | - | - | -- | -- | ---- |  | -------------------------- | --- | --- | --- | --- |
| 1    | RS Berkane   | 11  | 6 | 3 | 2 | 1 | 13 | 4  | +9   |  | RS Berkane                 |     | 3-0 | 1-1 | 3-0 |
| 2    | Zanaco FC    | 10  | 6 | 2 | 4 | 0 | 8  | 4  | +4   |  | Zanaco FC                  | 1-1 | 2-1 |     | 3-0 |
| 3    | Motema Pembe | 10  | 6 | 3 | 1 | 2 | 6  | 6  | 0    |  | Motema Pembe               | 1-0 |     | 1-1 | 1-0 |
| 4    | ESAE FC      | 1   | 6 | 0 | 1 | 5 | 1  | 14 | -13  |  | ESAE FC                    | 1-5 | 0-2 | 0-0 |     |

### Groupe C
| Rang | Équipe           | Pts | J | G | N | P | Bp | Bc | Diff |  | Résultats (▼ dom., ► ext.) |     |     |     |     |
| ---- | ---------------- | --- | - | - | - | - | -- | -- | ---- |  | -------------------------- | --- | --- | --- | --- |
| 1    | Horoya AC        | 14  | 6 | 4 | 2 | 0 | 8  | 1  | +7   |  | Horoya AC                  |     | 1-0 | 3-0 | 2-1 |
| 2    | Al Nasr Benghazi | 8   | 6 | 2 | 2 | 2 | 4  | 7  | -3   |  | Al Nasr Benghazi           | 0-2 | 1-1 |     | 2-1 |
| 3    | Djoliba AC       | 8   | 6 | 2 | 2 | 2 | 4  | 3  | +1   |  | Djoliba AC                 | 0-0 |     | 0-1 | 1-0 |
| 4    | Bidvest Wits     | 2   | 6 | 0 | 2 | 4 | 2  | 7  | -5   |  | Bidvest Wits               | 0-0 | 0-2 | 0-0 |     |

### Groupe D
| Rang | Équipe       | Pts | J | G | N | P | Bp | Bc | Diff |  | Résultats (▼ dom., ► ext.) |     |     |     |     |
| ---- | ------------ | --- | - | - | - | - | -- | -- | ---- |  | -------------------------- | --- | --- | --- | --- |
| 1    | HUS Agadir   | 11  | 6 | 3 | 2 | 1 | 9  | 5  | +4   |  | HUS Agadir                 |     | 2-0 | 0-3 | 3-0 |
| 2    | Enyimba      | 10  | 6 | 3 | 1 | 2 | 11 | 7  | +4   |  | Enyimba                    | 1-1 |     | 4-1 | 2-5 |
| 3    | Paradou AC   | 10  | 6 | 3 | 1 | 2 | 8  | 6  | +2   |  | Paradou AC                 | 0-2 | 1-0 |     | 3-0 |
| 4    | FC San-Pédro | 3   | 6 | 0 | 3 | 3 | 3  | 10 | -7   |  | FC San-Pédro               | 1-1 | 2-5 | 0-0 |     |

## Phase finale

### Qualification et tirage au sort
Les quatre premiers et les quatre deuxièmes de chaque groupe participent à 
la phase finale, qui débute par les quarts de finale. En cas d'égalité entre deux ou plusieurs équipes, le classement est déterminé d'abord par la différence de points particulière entre les équipes à égalité puis la différence de buts particulière. Les premiers 
sont têtes de série et reçoivent pour le match retour contrairement aux deuxièmes. Le tirage au sort a lieu le 5 février.
| Groupe | 1er de groupe – Tête de série | 2e de groupe – Non-tête de série |
| ------ | ----------------------------- | -------------------------------- |
| A      | Pyramids FC                   | Al-Masry                         |
| B      | RS Berkane                    | Zanaco FC                        |
| C      | Horoya AC                     | Al Nasr Benghazi                 |
| D      | HUS Agadir                    | Enyimba                          |

### Quart de finale
| Équipe           | Aller | Total | Retour | Équipe      |
| ---------------- | ----- | ----- | ------ | ----------- |
| Zanaco FC        | 0 - 3 | 1 - 3 | 1 - 0  | Pyramids FC |
| Al Nasr Benghazi | 0 - 5 | 0 - 7 | 0 - 2  | HUS Agadir  |
| Al-Masry         | 2 - 2 | 2 - 3 | 0 - 1  | RS Berkane  |
| Enyimba          | 1 - 1 | 1 - 3 | 0 - 2  | Horoya AC   |

### Demi-finales
Les demi-finales, initialement prévues les 1er-3 mai et 8-10 mai 2020, sont reportées sine die par le Comité d'urgence de la CAF, le 11 avril 2020, en raison de la pandémie de Covid-19,.
Il est décidé le 30 juin 2020 que les demi-finales et la finale se joueraient en septembre sous un format Final Four, en match unique. Les matchs se jouent le 22 septembre 2020, au Complexe Mohamed V de Casablanca et au Complexe sportif Moulay-Abdallah de Rabat. Les matchs sont à nouveau reportés, cette fois les 19 et 20 octobre 2020.
| Équipe      | Aller | Total | Retour | Équipe     |
| ----------- | ----- | ----- | ------ | ---------- |
| Pyramids FC |       | 2 - 0 |        | Horoya AC  |
| RS Berkane  |       | 2 - 1 |        | HUS Agadir |

### Finale
La finale se dispute sur une seule rencontre le 25 octobre 2020 au Complexe sportif Moulay-Abdallah de Rabat, au Maroc.
| Club        | Score | Club       |
| ----------- | ----- | ---------- |
| Pyramids FC | 0 - 1 | RS Berkane |

### Tableau final
|  | Quarts de finale       | Quarts de finale       | Quarts de finale       | Quarts de finale       |                        |                        | Demi-finales | Demi-finales | Demi-finales | Demi-finales |  |  | Finale | Finale | Finale | Finale |
|  |                        |                        |                        |                        |                        |                        |              |              |              |              |  |  |        |        |        |        |
|  |                        |                        |                        |                        |                        |                        |              |              |              |              |  |  |        |        |        |        |
|  |                        |                        |                        |                        |                        |                        |              |              |              |              |  |  |        |        |        |        |
|  | Zanaco FC              | Zanaco FC              | 0                      | 1                      |                        |                        |              |              |              |              |  |  |        |        |        |        |
|  | Zanaco FC              | Zanaco FC              | 0                      | 1                      |                        |                        |              |              |              |              |  |  |        |        |        |        |
|  | Pyramids FC            | Pyramids FC            | 3                      | 0                      |                        |                        |              |              |              |              |  |  |        |        |        |        |
|  | Pyramids FC            | Pyramids FC            | 3                      | 0                      | Pyramids FC            | Pyramids FC            | 2            | 2            |              |              |  |  |        |        |        |        |
|  |                        |                        |                        |                        | Pyramids FC            | Pyramids FC            | 2            | 2            |              |              |  |  |        |        |        |        |
|  |                        |                        | Horoya AC              | Horoya AC              | 0                      | 0                      |              |              |              |              |  |  |        |        |        |        |
|  | Enyimba                | Enyimba                | Horoya AC              | Horoya AC              | 0                      | 0                      | 1            | 0            |              |              |  |  |        |        |        |        |
|  | Enyimba                | Enyimba                |                        |                        |                        |                        |              | 0            |              |              |  |  |        |        |        |        |
|  | Horoya AC              | Horoya AC              | 1                      | 2                      |                        |                        |              |              |              |              |  |  |        |        |        |        |
|  | Horoya AC              | Horoya AC              | 1                      | 2                      | Pyramids FC            | Pyramids FC            | 0            | 0            |              |              |  |  |        |        |        |        |
|  |                        |                        |                        |                        | Pyramids FC            | Pyramids FC            | 0            | 0            |              |              |  |  |        |        |        |        |
|  |                        |                        | Renaissance de Berkane | Renaissance de Berkane | 1                      | 1                      |              |              |              |              |  |  |        |        |        |        |
|  | Al-Masry Club          | Al-Masry Club          | Renaissance de Berkane | Renaissance de Berkane | 1                      | 1                      | 2            | 0            |              |              |  |  |        |        |        |        |
|  | Al-Masry Club          | Al-Masry Club          |                        |                        |                        |                        |              |              |              |              |  |  |        |        |        |        |
|  | Renaissance de Berkane | Renaissance de Berkane | 2                      | 1                      |                        |                        |              |              |              |              |  |  |        |        |        |        |
|  | Renaissance de Berkane | Renaissance de Berkane | 2                      | 1                      | Renaissance de Berkane | Renaissance de Berkane | 2            | 2            |              |              |  |  |        |        |        |        |
|  |                        |                        |                        |                        | Renaissance de Berkane | Renaissance de Berkane | 2            | 2            |              |              |  |  |        |        |        |        |
|  |                        |                        | Hassania Agadir        | Hassania Agadir        | 1                      | 1                      |              |              |              |              |  |  |        |        |        |        |
|  | Al Nasr Benghazi       | Al Nasr Benghazi       | Hassania Agadir        | Hassania Agadir        | 1                      | 1                      | 0            | 0            |              |              |  |  |        |        |        |        |
|  | Al Nasr Benghazi       | Al Nasr Benghazi       |                        |                        |                        |                        |              | 0            |              |              |  |  |        |        |        |        |
|  | Hassania Agadir        | Hassania Agadir        | 5                      | 2                      |                        |                        |              |              |              |              |  |  |        |        |        |        |
|  | Hassania Agadir        | Hassania Agadir        | 5                      | 2                      |                        |                        |              |              |              |              |  |  |        |        |        |        |
|  |                        |                        |                        |                        |                        |                        |              |              |              |              |  |  |        |        |        |        |

## Vainqueur
| Coupe de la Confédération de la CAF Vainqueur 2019-2020 |
| ------------------------------------------------------- |
| RS Berkane                                              |

## Classements annexes

### Meilleurs buteurs
| Rang | Buteur | Club | Buts |
| ---- | ------ | ---- | ---- |
| 1    |        |      |      |
| 2    |        |      |      |
| 3    |        |      |      |
| 4    |        |      |      |
| 5    |        |      |      |

### Meilleurs passeurs
| Rang | Passeur | Club | Passes |
| ---- | ------- | ---- | ------ |
| 1    |         |      |        |
| 2    |         |      |        |
| 3    |         |      |        |
| 4    |         |      |        |
| 5    |         |      |        |